# Gaaden
Gaaden osztrák község Alsó-Ausztria Mödlingi járásában. 2022 januárjában 1640 lakosa volt. 

## Elhelyezkedése

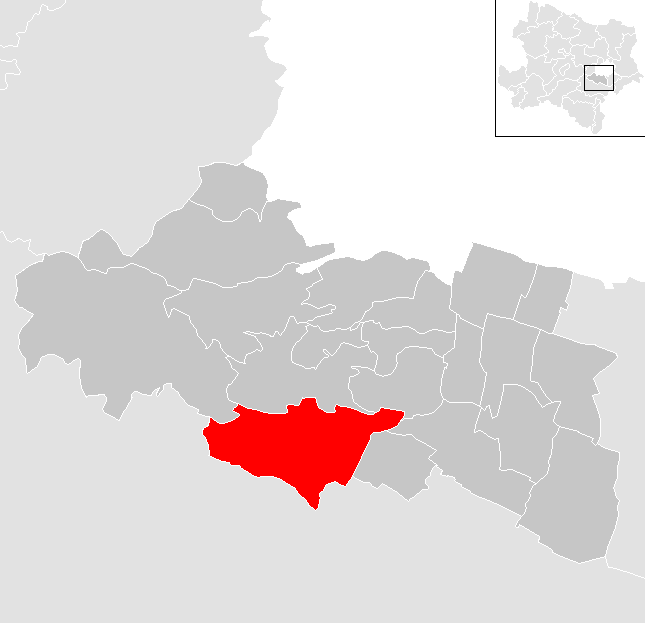
Gaaden a Mödlingi járásban

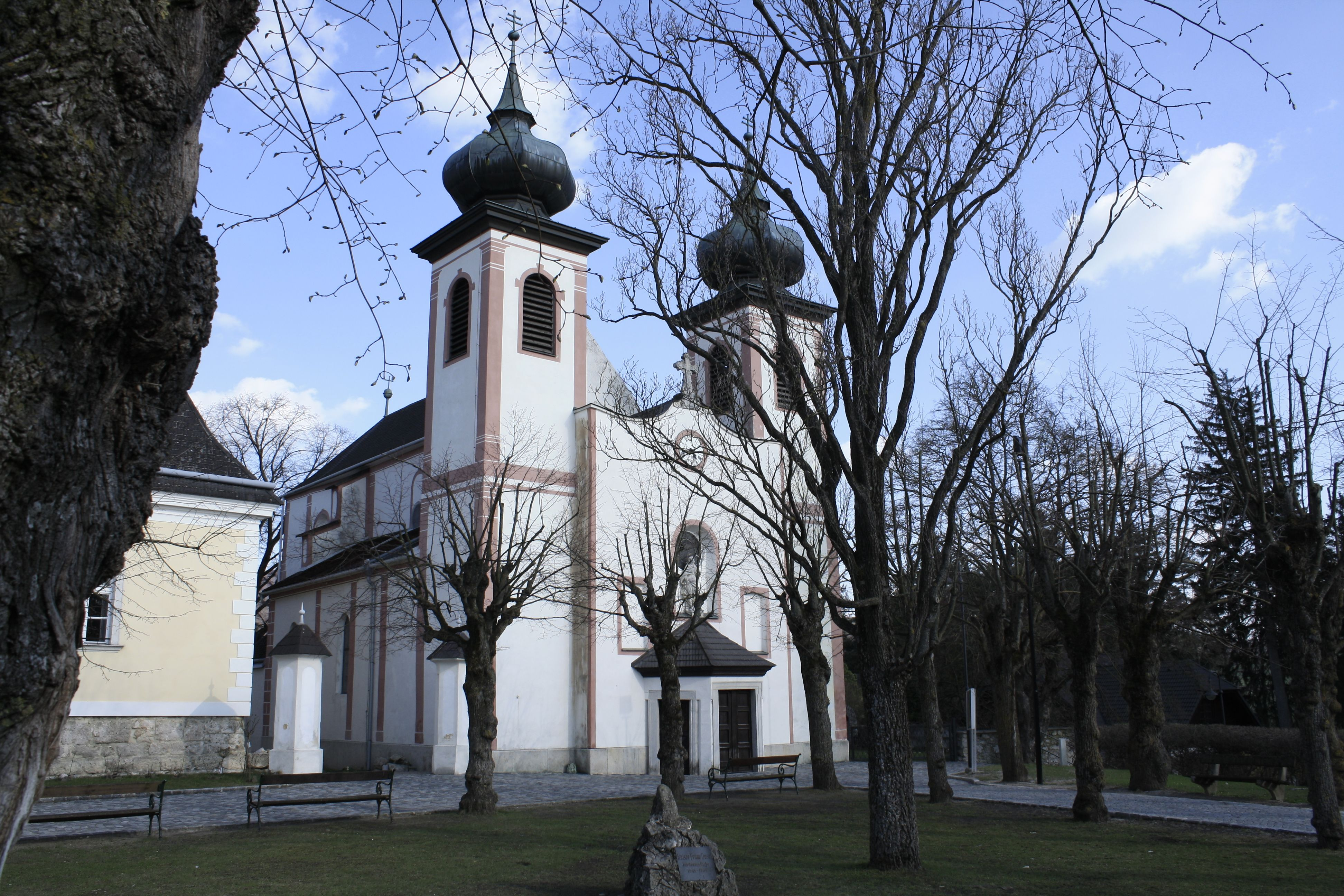
A Szt. Jakab-plébániatemplom

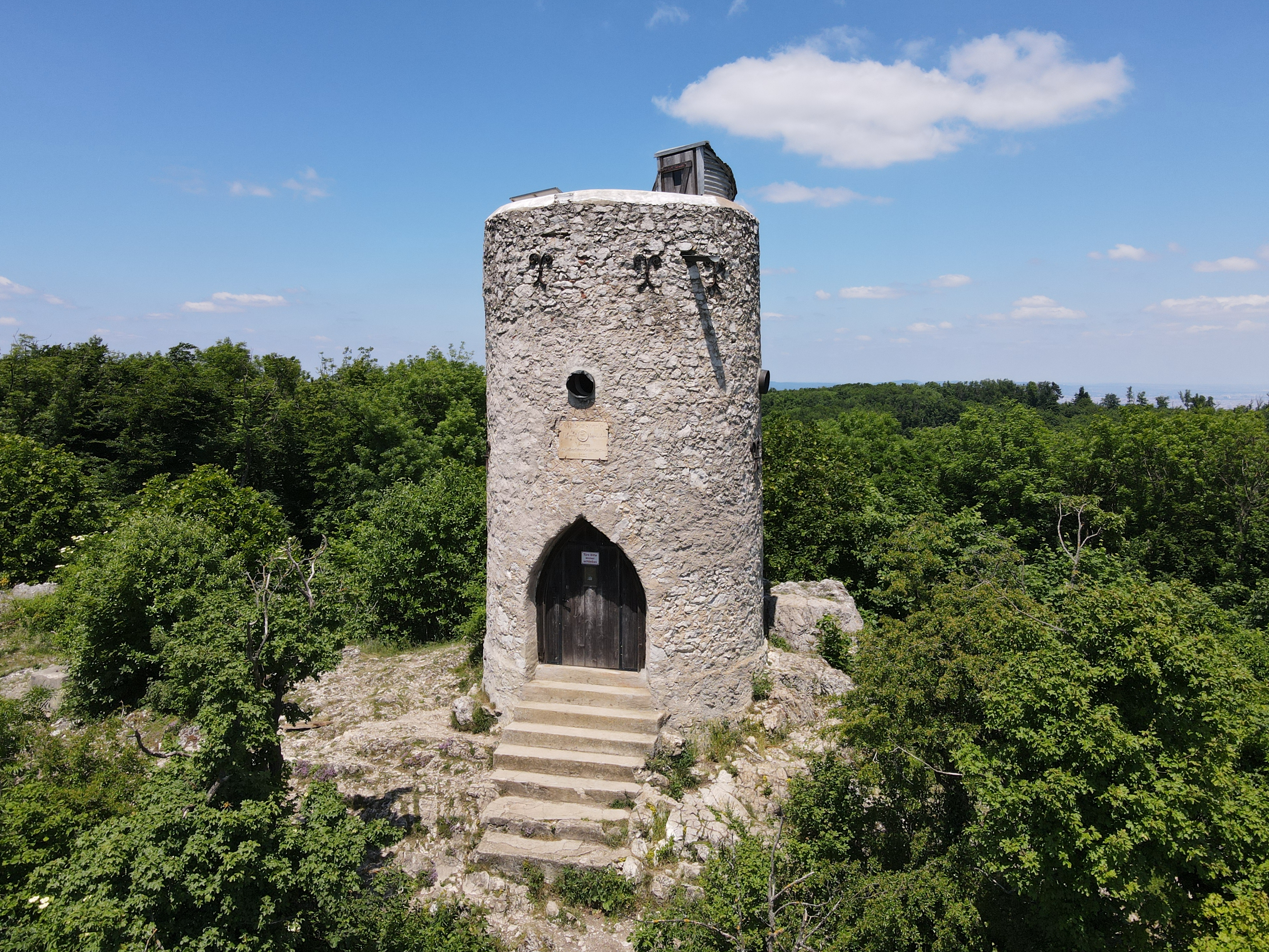
A Wilhelmswarte

Gaaden a tartomány Industrieviertel régiójában fekszik, a Bécsi-erdő keleti peremén, a Mödlingbach folyó mentén. Területének 81%-a erdő, 12% áll mezőgazdasági művelés alatt. Az önkormányzathoz egyetlen település tartozik. 
A környező önkormányzatok: északnyugatra Wienerwald, északra Hinterbrühl, északkeletre Mödling, keletre Guntramsdorf, délkeletre Gumpoldskirchen, délre Pfaffstätten, délnyugatra Heiligenkreuz.

## Története
Gaadent 1130-ban említik először, ekkor még Alland plébániája alá tartozott. Önálló egyházközséggé 1334-ben vált, felügyeletét a heiligenkreuzi apátság látta el. 1477-ben Mátyás magyar király seregei, 1529-ben és 1683-ban pedig a Bécset ostromló törökök fosztották ki.  
A 19. században népszerű nyaralóhellyé vált. Számos művész töltötte itt a nyarait, például a neves költő Ferdinand Raimund vagy a festő Ferdinand Georg Waldmüller. A század közepén a bécsi építkezések miatt keresetté vált a helyben termelt fa és mész, így a falu gazdasága fellendült. 1911-ben a Škoda Művek igazgatója, Karl von Škoda itt építette fel vadászkastélyát. 
Az 1938-as Anschluss után a környező községek beolvasztásával létrehozták Nagy-Bécset; Gaaden is a főváros 24. kerületéhez került. Függetlenségét 1954-ben nyerte vissza. A második világháború vége felé, 1944 júliusában két amerikai B-17-es bombázó összeütközött a falu fölött; a húsz főnyi legénységből csak hárman menekültek meg. A háború után a megszálló szovjet hatóságok üdülőként hasznosították a vadászkastélyt, ahol a megszállás 1955-ös végéig több mint ezer gyerek töltötte a nyarát. 

## Lakosság
A gaadeni önkormányzat területén 2022 januárjában 1640 fő élt. A lakosságszám 1961 óta gyarapodó tendenciát mutat. 2020-ban az ittlakók 90,9%-a volt osztrák állampolgár; a külföldiek közül 4,9% a régi (2004 előtti), 2,1% az új EU-tagállamokból érkezett. 0,9% az egykori Jugoszlávia (Szlovénia és Horvátország nélkül) vagy Törökország, 1,1% egyéb országok polgára volt. 2001-ben a lakosok 71,8%-a római katolikusnak, 7,2% evangélikusnak, 16,6% pedig felekezeten kívülinek vallotta magát. Ugyanekkor a legnagyobb nemzetiségi csoportot a németek (95,4%) mellett a magyarok alkották 1%-kal (15 fő).
A népesség változása:

| 2016 | 1 625 |
| 2018 | 1 624 |

## Látnivalók
- a gaadeni vadászkastély
- a Szt. Jakab-plébániatemplom
- a helytörténeti múzeum
- a Wilhelmswarte kilátó
- a Dreidärrischenhöhle, a Bécsi-erdő leghosszabb barlangja

## Fordítás
- Ez a szócikk részben vagy egészben  a   Gaaden című német Wikipédia-szócikk ezen változatának fordításán alapul.  Az eredeti cikk szerkesztőit annak laptörténete sorolja fel. Ez a jelzés csupán a megfogalmazás eredetét és a szerzői jogokat jelzi, nem szolgál a cikkben szereplő információk forrásmegjelöléseként.